# Maasym
Maasym (Lambda Herculis) is een ster in het sterrenbeeld Hercules.